# Scarlet's Walk
Pour les articles homonymes, voir Scarlet.
 (octobre 2012).
Si vous disposez d'ouvrages ou d'articles de référence ou si vous connaissez des sites web de qualité traitant du thème abordé ici, merci de compléter l'article en donnant les références utiles à sa vérifiabilité et en les liant à la section « Notes et références ».
Albums de Tori Amos
Strange Little Girls
(2001) The Beekeeper
(2005)
Singles
Scarlet's Walk (2002) (en français "La promenade de Scarlet") est le septième album de la chanteuse auteur-compositeur Tori Amos. Comme la plupart de ses albums[réf. souhaitée], cette œuvre est construite sur un concept. Dans ce disque, Amos créé un personnage, son alter-ego[réf. nécessaire], nommé Scarlet, qui entreprend un long voyage à travers les États-Unis[réf. nécessaire]. Durant ce voyage, elle va faire de nombreuses rencontres et c'est l'occasion pour elle de faire le point sur ce qu'est l'Amérique, pour elle, un an après les attentats du 11 septembre 2001[réf. nécessaire]. Cet album peut représenter un roman-musical[réf. nécessaire] dans lequel chaque chansons serait une étape de son voyage[réf. nécessaire]. 
 "Scarlet's Walk" est le premier album de Tori Amos sous le label Epic Records. À travers cet album, la musicienne délaisse un style musical proche de l'électro-rock-alternatif abordé dans ses derniers albums, pour revenir à une musique plus calme et moins ambiguë[pas clair][réf. nécessaire], le piano retrouve sa place en tant qu'instrument principal.

## Historique

### Origine du concept
Le projet "Scarlet's Walk" a débuté en 2001, peu après les attentats à l'encontre du World Trade Center, au cœur de la tournée "Strange little Tour" où la chanteuse s'est mise à écrire des chansons sur l'Amérique, entre deux concerts[réf. nécessaire]. Neil Gaiman décrit en quelques lignes l'idée soulevée par cet album : "Ce CD traite de l'Amérique. C'est une histoire qui est également un périple qui commence à Los Angeles et qui va traverser l'Amérique d'ouest en est. L'Amérique est dans cet album avec des thèmes et des endroits spécifiques : l'histoire des indiens d'Amérique, la pornographie, une fille dans un avion qui n'arrivera jamais à New York, Oliver Stone, Andrew Jackson, le mal, etc."[réf. nécessaire]. "Scarlet's Walk" sera l'histoire d'une héroïne sur la route, dans un pays touché par la guerre. Une histoire construite sur fond de politique américaine, l'inhumanité des hommes entre eux, tout cela sous les yeux de Scarlet, qui est un alter-ego de Tori Amos : "Scarlet marche dans mes chaussures, On peut dire qu'elle me ressemble. Peut être que c'est moi qui lui ressemble". Chaque chanson se déroule à un endroit différent sur la carte et expérimente les différentes cultures de chacun de ses endroits. Chaque chanson est une petite aventure et raconte le voyage vers la prochaine destination. Le sujet des indiens d'Amérique est longuement évoqué dans cet album, Amos ayant des origines Cherokee. La quête de Scarlet est aussi une exploration de l'Amérique, en pleine décadence. 
 Même si l'album aborde des thèmes et des paroles nouvelles en comparaison aux autres albums[réf. souhaitée], il s'agit musicalement d'un retour aux sources. "Scarlet's walk" serait possiblement l'album de Tori Amos le plus accessible depuis Under the pink[réf. souhaitée].

### Le voyage de Scarlet
Dans le livret de l'album Scarlet's Walk figure une carte détaillée des États-Unis sur laquelle est tracée le voyage de Scarlet. Dans le tableau suivant, les parties en italique sont des explications de son auteure.
| Titre                         | Histoire | États traversés |
| ----------------------------- | --- | --- |
| "Amber Waves"                 | Scarlet's Walk commence sur la côte ouest où elle visite "Amber Waves" une star de cinéma porno qui est en pleine dépression. Amber voulait devenir quelqu'un. Mais en devenant actrice de film X, elle a été consommée par les hommes et n'est considérée par personne. Scarlet et Amber décident de partir. Elles vont en Alaska voir des aurores boréales. Là bas, Scarlet dira à Amber de ne pas se noyer, mais de flotter... Puis, ensemble, elles retourneront en Californie. | Californie, Nevada, Alaska (par avion), Californie (par avion)                                                                       |
| "A Sorta Fairytale"           | De retour à Los Angeles, Scarlet quitte Amber et retrouve un homme qu'elle croit être l'homme de sa vie. Ensemble, ils prennent la route sur le long de la côte Pacifique, puis en direction du désert. mais sur la route, les masques tombent et ils découvrent ensemble qui ils sont en réalité et que cette union est trop fantaisiste. Tout cela n'est qu'une erreur. Ils décident de revenir en arrière vers la Californie Puis Scarlet part seule vers le nord. | Californie, Arizona, Nouveau-Mexique, Arizona, Californie                                                                            |
| "Wednesday"                   | Scarlet est à la recherche de l’amour. Dans "Wednesday", elle a une relation avec un homme qui a de profonds secrets. La vérité n'est plus : elle ne sait plus ce qu'elle doit croire et commence à devenir quelqu'un qu'elle n'a jamais voulue être : suspicieuse et possessive. Sur un autre niveau, Scarlet a en réalité une relation avec l'"Amérique". Les gens ont posé leurs vérités sur l'idéal américain, mais qu'il s'agisse du traitement des indiens d'Amérique ou du récent krach boursier, l'avidité est sous contrôle. | Californie, Oregon, Washington, Idaho, Montana                                                                                       |
| "Strange"                     | Le voyage de Scarlet l'entraîne sur quelques-uns des derniers endroits où vivaient les indiens d'Amérique comme Little Big Horn. En voyant ces endroits elle se pose alors des questions : On a appris que l'Amérique représente la démocratie, mais ce n'est pas ce qu'elle voit | Montana, Dakota du Nord, Minnesota, Wisconsin                                                                                        |
| "Carbon"                      | Sur son chemin vers l'est, elle rencontre "Carbon" une maniaco-dépressive. Ensemble, elles voyagent à travers les collines noires du Dakota et Wounded Knee, scène d'un des épisodes les plus sombres dans l'histoire des Indiens d'Amérique. Tout ce que Carbon voulait, c'était anéantir cet endroit. C'est l'histoire d'une destruction. Comme ces populations qui ont risqué leurs vies pour garder leurs terres sacrées, une fusion était en train d'arriver dans sa vie, une valse dans l'insanité était à l'horizon. Dans sa tête, c'est comme une descente de ski. Scarlet doit faire quelque chose avant qu'elle ne se suicide. | Wisconsin, Iowa, Dakota du Sud, Nebraska, Wyoming, Colorado                                                                          |
| "Crazy"                       | À ce moment-là, un homme nommé "Crazy" entre dans la vie de Scarlet. Crazy est séducteur et dangereux. Elle le suit mais ce n'est que pour un moment car on ne peut pas tenir à lui éternellement. Ensemble, ils traversent les terres des cowboys et retournent au désert. Finalement, Crazy abandonne Scarlet à Tucson. | Colorado, Wyoming, Utah, Arizona |
| "Wampum Prayer"               | Sur la route, Scarlet reçoit la parole des anciens Indiens d'Amérique après avoir visité l'endroit où le peuple Apache a été massacré. Elle a un rêve et suit la voix et la prière d'une vieille femme qui a survécu, prière qui se faufile à travers les terres. | Arizona, Nouveau Mexique, Texas, Oklahoma, Kansas, Missouri, Oklahoma                                                                |
| "Don't Make Me Come To Vegas" | Scarlet fait un rêve où elle entend sa nièce pleurer. Elle vit à Las Vegas, elle a 18 ans et n'est pas très bien dans sa peau. "Le problème, c'est que si Scarlet s'en va l'aider, elle devra se confronter à son propre passé. Le Prince du Black-Jack, célèbre à Las Vegas, est son ancien amoureux. Si elle y va, elle risque d'avoir besoin de son aide. Mais elle sait qu'il y aura un prix à payer, d'où les pleurs. Dans son rêve, elle supplie sa nièce : ne m'oblige pas à aller à Vegas" | Oklahoma, Texas |
| "Sweet Sangria"               | Sa prière est exaucée, et au lieu de ça, "Sweet Sangria" la retrouve à Austin au Texas. C'est un latino révolutionnaire, combattant l'intervention américaine en Amérique latine et en Amérique du Sud. Mais plus Scarlet est mêlée au combat, plus elle commence à voir qu'elle ne peut plus soutenir les victimes innocentes. Pour lui, la fin justifie les moyens, mais autant elle croit en la cause, autant elle ne peut charger le pistolet". Cette chanson traite de ce en quoi l'on croit, et jusqu'où on est prêt à aller. | Texas (via la frontière mexicaine)                                                                                                   |
| "Your Cloud"                  | Après avoir quitté "Sweet Sangria" à Laredo, Scarlet poursuit sa route le long du Mississippi. De là, elle voyage à travers des endroits où des milliers de Cherokee ont trouvé la mort. Elle pense à l'idée de ségrégation et aux peuples quittant leurs terres". Tout le monde possède un schéma du corps humain, Scarlet, elle, essaye de se trouver. Scarlet visite ensuite les champs de bataille de la guerre civile avant de visiter Philadelphie et la cloche de la liberté où elle y a vu des fissures... | Texas, Louisiane, Mississippi, Tennessee, Kentucky, Ohio, Virginie Occidentale, Pennsylvanie                                         |
| "Pancake"                     | Scarlet est en route dans le Delaware puis vers les États dit culturels et financiers de l'est des États-Unis. Là bas, elle rencontre un homme qui semble être l'idéal masculin, mais elle est rapidement déçue. Si son révolutionnaire latino était un homme d'action, cet homme là est un parleur, un baratineur. Il ne soutient pas les valeurs qu'il prêche. Il n'entend pas les réels besoins de la population, il est enivré sur le type de pouvoir qu'il a lui-même dénoncé | Pennsylvanie, Delaware, New Jersey, New York, Connecticut, Rhode Island, Massachusetts, Vermont, New Hampshire, Maine, Massachusetts |
| "I Can't See New York"        | En partance de Boston, Scarlet atterrit à New York. Nous sommes le 11 septembre 2001. Scarlet est alors témoin d'un crash aérien... Quand les gens regardaient tout cela à la télévision, ils devaient se rappeler que c'était la réalité et non un film. Quand tu es à New York à ce moment-là et quand tu respires l'attentat, tu sais qu'il s'agit bel et bien de la réalité | Massachusetts, New York (par avion)                                                                                                  |
| "Mrs. Jesus"                  | Essayant de fuir New York, Scarlet reprend la route. Elle se pose de nombreuses questions dont elle n'a pas la réponse à ce moment-là où le monde est perturbé. Tout est en désordre. Mais Mrs. Jesus représente la vie. Elle prend la route avec Scarlet, pour sortir de New York et essaye de donner du sens à ce qu'il vient de se passer | New York, New Jersey, New York, Pennsylvanie, Ohio, Michigan, Indiana, Illinois                                                      |
| "Taxi Ride"                   | Scarlet et Mrs Jesus arrivent à Chicago. Scarlet décide de rendre visite à de vieux amis. À ce moment-là, elle apprend le décès d'un ami gay et décide de visiter sa maison à Baton Rouge. Puis Scarlet continue son voyage vers la Nouvelle Orléans. Taxi Ride traite de la façon dont les gens réagissent à la mort et la trahison qui peut survenir, même après la mort; cette chanson est un hommage partiel au maquilleur Kevyn Aucoin, décédé en 2001. | Illinois, Missouri, Arkansas, Louisiane                                                                                              |
| "Another Girl's Paradise"     | Il fait à la fois chaud et doux à la Nouvelle-Orléans, avec l'odeur du chèvrefeuille dans l'air. Mais dans cette chanson, Scarlet lutte contre la convoitise. Son voyage l'emmène en Floride, à Hawaï avant de retourner à Miami. Elle est sans cesse en conversation avec le désir. Elle réalise que peu d'entre nous veulent réellement du bien aux autres, sans un intérêt quelconque | Louisiane, Alabama, Floride, Hawaï (par avion), Floride (par avion), Géorgie                                                         |
| "Scarlet's Walk"              | Scarlet emprunte les traces des premiers colons européens sur la côte est et passe par la capitale de la nation Cherokee. Dans la chanson, l'Amérique est une petite fille regardant, à travers l'eau, une autre petite fille qui pourrait s'appeler France, Espagne, ou Angleterre. Elle est curieuse alors elle l'invite. Très vite, elles ont tout pris : le mari, la maison, et le travail - et le nouveau shérif en poste. Cette étape raconte également l'histoire de l'arrière arrière-grand-père de Tori, un véritable Cherokee.                                                                                                 | Géorgie, Caroline du Sud, Géorgie, Tennessee, Caroline du Nord, Virginie.                                                            |
| "Virginia"                    | Scarlet prend la route de Washington et visite Jamestown, une des premières colonies. Elle se demande comment la terre construite sur une idée de liberté pour les colons, pouvait renier la liberté des populations natives. Dans sa tête, elle voit l'homme blanc venir et la jeune Indienne suivre. La mythologie d'une autre terre a été imposée. | Virginie, Maryland, Washington DC |
| "Gold Dust"                   | À la fin de son voyage, Scarlet met au monde son premier enfant. À sa naissance, elle est finalement capable de voir la carte qu'elle a perdue. En devenant une femme d'aventure, elle démarre maintenant une nouvelle vie. Elle voit ce qui est permanent et ce qui est transitoire dans la lumière. Quand les tours jumelles se sont effondrées, nous avons réalisé que c'était permanent dans notre cœur | Washington DC, Maryland |

Dans le programme vendu lors de la tournée Scarlet's Tour, Neil Gaiman a rédigé un extrait du journal intime de Scarlet, "trouvé dans une boîte à chaussures quelque part entre Tulsa, Oklahoma et Louisville."

### Promotion et Reception
"Scarlet's Walk" est le premier album depuis Boys for Pele qui demeure dix semaines de suite dans les charts[réf. nécessaire]. En janvier 2003, il est certifié disque d'or[réf. nécessaire].
L'album fut lancé par un premier single, A Sorta Fairytale, qui a été largement diffusé sur les radios. En France, C'est la première chanson de Tori Amos à être diffusée régulièrement sur plusieurs radios depuis le remix de Professional Widow. Pour le clip de A Sorta Fairytale, réalisé par Sanji, la chanteuse a fait appel au comédien Adrian Brody pour jouer à ses côtés. Un DVD-Vidéo a  été commercialisé contenant le clip et le making-of. 

"Scarlet's Walk", en comparaison avec ses prédécesseurs, connaît une large promotion. La plupart des médias ont été sollicités. En effet, à la sortie du disque, la chanteuse se lance dans une tournée promotionnelle dans le monde entier. Elle donne des minis-concerts solos et des interviews pour les radios internationales. 
De plus, l'insertion du disque dans l'ordinateur donne accès à un site privé, le Scarlet Web, contenant notamment des chansons inédites (comme "Mountain" qui n'apparaîtra jamais ailleurs que sur ce site).
Elle part ensuite en tournée pour une série de concerts dans le monde entier, tournée qui durera presque un an et dont le dernier concert est sorti en DVD.

Durant la tournée, la maison de disques Epic records entreprend alors de commercialiser un second single, "Taxi Ride" et lance un grand concours aux fans, le "taxivision", qui permet au gagnant de réaliser le clip de ce single. Le concours est un succès, un gagnant est même désigné. Pourtant le single ne sera jamais commercialisé et la vidéo ne sera jamais diffusée. Taxi Ride ne sera qu'un single-promo, tout comme "Strange" le quatrième single. Don't Make Me Come To Vegas est sorti en vinyle. Il contient des remixes réalisés par le DJ Timo Maas. Don't make Me Come To Vegas reste à ce jour, le dernier single d'Amos à avoir été commercialisé sous un format physique (CD ou vinyle). Les futurs singles ont tous été commercialisés sur Internet, en format "digital".

## Liste des titres
1. Amber Waves (3:40)
2. A Sorta Fairytale (5:30)
3. Wednesday (2:30)
4. Strange (3:07)
5. Carbon (4:36)
6. Crazy (4:28)
7. Wampum Prayer (0:44)
8. Don't Make Me Come To Vegas (4:52)
9. Sweet Sangria (4:03)
10. Your Cloud (4:51)
11. Pancake (3:56)
12. I Can't See New York (7:16)
13. Mrs. Jesus (3:06)
14. Taxi Ride (4:02)
15. Another Girl's Paradise (3:36)
16. Scarlet's Walk (4:18)
17. Virginia (3:57)
18. Gold Dust (5:56)

### Édition Limitée
L'édition limitée de Scarlet's walk est sortie sous un coffret contenant : 
- L'album
- Un DVD contenant: 
  - Gold Dust (5:44) (Vidéo tournée en Super-8)
  - A Sorta Fairytale (Single Version) (3:55) (Vidéo tournée en Super-8)
  - Taxi Ride (4:08) (Série de polaroïds)
- 12 polaroïds
- Un pendentif
- Un poster représentant la carte des États-Unis de Scarlet
- Une planche de stickers

Ce coffret a été nommé aux Grammy Awards en 2002 dans la catégorie "Meilleur coffret ou Édition spéciale" 

Une édition simple de l'album a été également commercialisée exclusivement en France où elle contenait un petit livret supplémentaire avec les paroles des chansons traduites en français.

## Faces-B
| Titre                 | Durée | Single | Compositeur |
| --------------------- | ----- | --- | ----------- |
| "Opération Peter Pan" | 1:47  | "A Sorta Fairytale" (2002)                                                                                     | Tori Amos   |
| "Tombigbee"           | 4:27  | Scarlet Web (site Internet à durée limitée dont l'accès se faisait en insérant le CD dans l'ordinateur) (2002) | Tori Amos   |
| "Seaside"             | 3:25  | Scarlet Web (site Internet à durée limitée dont l'accès se faisait en insérant le CD dans l'ordinateur) (2002) | Tori Amos   |
| "Mountain"            | 5:07  | Scarlet Web (site Internet à durée limitée dont l'accès se faisait en insérant le CD dans l'ordinateur) (2002) | Tori Amos   |

Les titres "Tombigbee" et "Seaside" ont été par la suite intégrés à l'EP "Scarlet Hidden Treasure", CD Bonus du DVD Welcome to Sunny Florida, parmi d'autres chansons écrites durant cette période. "Mountain" reste le seul titre issu du Scarlet Web, à n'avoir jamais fait l'objet d'une autre apparition ailleurs que sur ce site.

## Crédits album
les numéros correspondent aux numéros des titres de l'album
- Chant : Tori Amos
- Piano Bösendorfer : Tori Amos (1,2,3,4,5,8,9,10,12,13,14,15,16,17,18)
- Wurlitzer Tori Amos (4,11,14,16)
- Rhodes Tori Amos (1,6,9,14)
- Synthétiseurs ARP Tori Amos (12)
- Guitare acoustique : Robbie McIntosh (2,3,14), Mark "Mac Aladdin" Hawley (5), David Torn (6)
- Guitare électrique : Robbie McIntosh (1,3,6,14), Mark "Mac Aladdin" Hawley (2,3,11,12,15,16), David Torn (6)
- Guitare électrique loop : David Torn (16)
- Guitare basse : Jon Evans (1,2,3,4,5,6,8,9,10,11,12,13,14,15,16,17)
- Batterie : Matt Chamberlain (1,2,3,4,5,6,8,9,10,11,12,13,14,15,16,17)
- Dobro Robbie McIntosh (17)
- Violon principal Michael Davis (13,18)
- Deuxième violon David Juritz (13,18)
- Violons Roland Roberts (13,18), Rita Manning (13,18), Bill Benham (13,18), Jonathan Rees (13,18), Rebecca Hirsch (13,18), Pauline Lowbury (13,18), David Ogden (18), Alan Brind (18), Peter Benson (18), Celia Sheen (18), Barry Wilde (18), Karin Leishman (18), Pan Hon Lee (18), Howard Ball (18), David Towse (18), Jonathan Hill (18), Joe Frohlich (18), Dai Emanuel (18), Jonathan Strange (18), Galina Solodchin (18), Ian Humphries (18), Matthew Scrivener (18), Alison Kelly (18), Gillian Findlay (18), Stephen Hussey (18), Clare Thompson (18), Mike McMenemy (18), Miffy Hirsch (18)
- Alto principal Rusen Gunes (4,13,18)
- Altos Ian Jewel (4,13,18), Andrew Williams (4,13,18), Norbert Blume (4,13,18),  Ian Rowbotham (18), Caroline Scott (18), Christopher Goldscheider (18), Donald McVay (18), Richard Cookson (18), Natalie Taylor (18), Norris Bosworth (18), John Underwood (18)
- Violoncelle principal Tim Hugh (4,13,18)
- Violoncelles Peter Willison (4,13,18), Caroline Dearnley (4,13,18), Phil De Groote (4,13,18), George Ives (18), Robin Firman (18), Keith Harvey (18), Josephine Knight (18), Robert Bailey (18), Martin Robinson (18)
- Contrebasse principale Mike Brittain (13,18)
- Contrebasses Paul Cullington (18), Tom Martin (18), Paul Morgan (18), Mike Lea (18), Rutledge Turnlund (18), Steve Williams (18), Paul Marrion (18)
- Flutes pour chamberlain : John Philip Shenale (13)
- Chef d'orchestre pour l'ensemble de cordes : David Firman (4,13,18)
- Orchestration ensemble de cordes : Scott Smalley (4,13,18)
- Direction de l'ensemble de cordes : Peter Willison (4,13,18)
- Arrangement cordes : John Philip Shenale (4,13,18)
- Enregistrement : Mark Hawley, Marcel Van Limbeek
- Mixage : Mark Hawley, Marcel Van Limbeek
- Assistant enregistrement et mixage : Adam Spry, Andrew Nicholls
- Technicien piano : Trevor Lowe
- Technicien studio: Adam Spry
- Directeur artistique : Sheri Lee, Dave Bett
- Photographie : Kurt Markus
- Illustration : Jeffrey Fulvimari
- Site Web : Laurie Mucciolo
- Mastering : Jon Astley
- Producteurs : Tori Amos
- Agent personnel : Chelsea Laird
- Coordinateur de production : Mike Rose
- Management : Arthur Spivak, John Witherspoon